# Thủy điện Bắc Mê
Thủy điện Bắc Mê là công trình thủy điện xây dựng trên sông Gâm tại vùng đất các xã Yên Phong và Phú Nam, huyện Bắc Mê, tỉnh Hà Giang, Việt Nam .
Thủy điện Bắc Mê có công suất lắp máy 45 MW với 2 tổ máy, sản lượng điện hàng năm 197 triệu KWh, khởi công xây dựng tháng 11/2014, hoàn thành tháng 12/2017 .

## Tác động môi trường dân sinh
Do chủ đầu tư dự án Thủy điện Bắc Mê vi phạm một số quy định về quản lý nhà nước đối với hoạt động xây dựng và truyền phát điện năng, ngày 28/9/2017 UBND tỉnh Hà Giang đã có văn bản số 3918/UBND-KTN Đề nghị xem xét không tiếp nhận điện năng phát ra từ nhà máy thủy điện Bắc Mê. Việc tích nước lòng hồ và xả nước đã khiến sạt lở một số bờ sông thuộc quốc lộ 34 Hà Giang – Cao Bằng .